# Condado de Sanborn
El condado de Sanborn (en inglés: Sanborn County, South Dakota), fundado en 1883, es uno de los 66 condados en el estado estadounidense de Dakota del Sur. En el 2000 el condado tenía una población de 2675 habitantes en una densidad poblacional de 2 personas por km². La sede del condado es Woonsocket.

## Geografía
Según la Oficina del Censo, el condado tiene un área total de 1477 km² (570,3 mi²), de la cual 1474 km² (569,1 mi²) es tierra y 3 km² (1,2 mi²) es agua.

### Condados adyacentes
- Condado de Beadle - norte
- Condado de Miner - este
- Condado de Hanson - sureste
- Condado de Davison - sur
- Condado de Aurora - suroeste
- Condado de Jerauld - oeste

## Demografía
En el 2000 la renta per cápita promedia del condado era de $33 375, y el ingreso promedio para una familia era de $38 256. El ingreso per cápita para el condado era de $18 301. En 2000 los hombres tenían un ingreso per cápita de $25 951 versus $18 482 para las mujeres. Alrededor del 14.90% de la población estaba bajo el umbral de pobreza nacional.
| 1900 | 1910 | 1920 | 1930 | 1940 | 1950 | 1960 | 1970 | 1980 | 1990 | 2000 | Est. 2008 |
| ---- | ---- | ---- | ---- | ---- | ---- | ---- | ---- | ---- | ---- | ---- | --------- |
| 4464 | 6607 | 7877 | 7326 | 5754 | 5142 | 4641 | 3697 | 3213 | 2833 | 2675 | 2447      |

## Ciudades y pueblos
- Artesian
- Cuthbert
- Forestburg
- Letcher
- Woonsocket

## Mayores autopistas
- Carretera Dakota del Sur 34
- Carretera Dakota del Sur 37
- Carretera Dakota del Sur 224